# Stenoptera ciliaris
Stenoptera ciliaris är en orkidéart som beskrevs av Charles Schweinfurth. Stenoptera ciliaris ingår i släktet Stenoptera och familjen orkidéer.
Artens utbredningsområde är Peru. Inga underarter finns listade i Catalogue of Life.